# 380th Air Expeditionary Wing
A 380th Air Expeditionary Wing (380 AEW), anteriormente 380th Bombardment Group, é uma asa da Força Aérea dos Estados Unidos, subordinada do Comando de Combate Aéreo. Está estacionada na Base aérea de Al Dhafra, nos Emirados Arabes Unidos. A sua missão consiste em recolher dados, realizar vigilância, reconhecimento aéreo e operações de reabastecimento aos contingentes regionais onde está estacionada.